# Nawele
Nawele era um nobre havaiano, o chefe de Oahu (uma das ilhas havaianas).

## Família
Nawele era um filho de Kahokupohakano (um príncipe de Oʻahu) e sua esposa, Kaumana II. Kahokupohakano era um filho de Elepuukahonua, chefe de Oʻahu. O ancestral famoso de Nawele era o feiticeiro Maweke de Tahiti. A esposa de Nawele era uma senhora chamada Kalanimoeikawaikai. Seu único filho era o chefe Lakona de Oahu.

## Reinado
Após a morte de Elepuʻukahonua, uma pessoa desconhecida governou sobre Oʻahu, e após a morte dessa pessoa, Nawele tornou-se um chefe de Oʻahu.